# Sergentomyia hunanensis
Sergentomyia hunanensis är en tvåvingeart som beskrevs av Charles William Leng 1985. Sergentomyia hunanensis ingår i släktet Sergentomyia och familjen fjärilsmyggor. Inga underarter finns listade i Catalogue of Life.